# エイミー・カディ
エイミー・ジョイ・カッセルベリー・カディ（1972年7月23日生まれ）は、アメリカの社会心理学者、作家、講演者。彼女は、科学的妥当性が疑問視されている物議を醸している自己改善テクニックである「パワーポージング」の宣伝で知られる。彼女はラトガース大学、ケロッグ経営大学院、ハーバード・ビジネス・スクールの教員を務めた。カディの最も引用されている学術研究は、人々がどうステレオタイプ化された人々やグループについて考えるのかをよりよく理解するために、彼女が開発を支援したステレオタイプコンテンツモデルを使用することを含んでいる。カディは2017年の春にハーバードビジネススクールでの終身雇用の教職を辞めたが、引き続きエグゼクティブ教育プログラムに貢献している。

## 幼少期と教育
カディはペンシルベニア州ロベソニアの小さなペンシルベニアダッチタウンで育った。彼女は1990年にコンラッド・ワイザー高校を卒業した。
1998年、カディはコロラド大学で心理学の学士号を取得し、優等で卒業した。彼女は1998年から2000年までマサチューセッツ大学のアマーストに通い、その後アドバイザーのスーザンフィスケ氏に従い、プリンストン大学に転校した。彼女はプリンストン大学で2003年に修士号を、2005年に社会心理学の 博士号 （学位論文：「BIASマップ：グループ間の影響とステレオタイプからの行動」）を取得した。

## 学術的な経歴
2005年から2006年まで、カディはラトガース大学で心理学の助教授を務めた。2012年、カディーはノースウェスタン大学ケロッグ経営大学院の助教授として、MBAプログラムで組織のリーダーシップを教え、博士課程で研究方法を教えた。2013年には、ハーバード・ビジネス・スクールの交渉、組織および市場ユニットの助教授として、交渉、リーダーシップ、権力と影響力、および研究方法のコースを教えた。2017年春、ニューヨークタイムズ紙は心理学部で講義をしていた「彼女は静かにハーバード大学で終身雇用の教職の仕事を辞めた」と報告した。

## 研究

### ステレオタイプ/固定観念
2002年、カディはステレオタイプコンテンツモデルの提案をスーザンフィスケとピーターグリック（ローレンス大学）と共同執筆した。2007年、同著者が「グループ間の影響とステレオタイプからの行動」（BIAS）マップモデルを提案した。これらのモデルは、個人が2つの主要な特性次元、暖かさと能力の範囲内で他の人々やグループをどのように判断するかを説明し、これらの判断がどのように私たちの社会的感情、意図、行動を形作り、動機付けるかを見極めることを提案する。

### パワーポーズ
2010年、カディはダナカーニーとアンディヤップとともに、力の非言語的表現（つまり、拡張的で開かれた、空間を占有する姿勢）人々の感情、行動、およびホルモンレベルにどのように影響するかに関する実験の結果を公開した。特に、彼らは、わずか2分間の優位性とパワー（「パワーポーズ」）に関連する体の姿勢を採用すると、テストステロンが増加し、コルチゾールが減少し、リスクに対する欲求が高まり、就職の面接でのパフォーマンスが向上すると主張した。これは人気のあるメディアで広く報道された。デービッド・ブルックスは調査結果をまとめ、「力強く行動すれば、力強く考え始めるだろう」と述べた。
他の研究者は、より大人数グループの参加者と二重盲検の設定でこの実験を再現しようとした。実験者たちは、パワーポーズが力の主観的な感情を高めたがホルモンや実際のリスク許容度には影響しなかったことを発見した。彼らはその結果をPsychological Scienceに発表した。カディと他の人々はパワーポーズの研究を続けているが、カーニーは元の結果を否定した。理論は、最初の魅惑的な理論は追跡実験で再現することはできないという心理学における複製危機の例としてしばしば引用されている。

## 刊行物
書籍
2015年12月、カディはパワーポーズを提唱するセルフヘルプブック「プレゼンス：大胆な自己を最大の課題にもたらす」を発行した。存在感 —「自分を信じて信頼する–あなたの正直な気持ち、価値観、能力」と定義されている。この本は、2016年2月にニューヨークタイムズのベストセラーリスト（アドバイス、ハウツー、その他）で少なくとも3位に達した。本は32の言語に翻訳されている。
学術論文
- - Cuddy, A. J. C.; Schultz, S. J.; Fosse, N. E. (2017). “P-Curving a More Comprehensive Body of Research on Postural Feedback Reveals Clear Evidential Value for Power-Posing Effects: Reply to Simmons and Simonsohn”. Psychological Science 29 (4):  656–666. doi:10.1177/0956797617746749. PMID 29498906.
  - Cuddy, A. J. C.; Glick, P.; Beninger, A. (2011). “The dynamics of warmth and competence judgments, and their outcomes in organizations”. Research in Organizational Behavior 31:  73–98. doi:10.1016/j.riob.2011.10.004.
  - Carney, D.; Cuddy, A. J. C.; Yap, A. (2010). “Power posing: Brief nonverbal displays affect neuroendocrine levels and risk tolerance”. Psychological Science 21 (10):  1363–1368. doi:10.1177/0956797610383437. PMID 20855902.  、Halvorson（2010）によって「2010年の心理学研究トップ10」にリストされています。 [31]
  - Cuddy、AJC、Fiske、ST、＆Glick、P.（2008）。社会的認識の普遍的な側面としての暖かさと能力：ステレオタイプコンテンツモデルとバイアスマップ。MPザナ（編）、実験社会心理学の進歩（vol。40、pp。   61–149）。 ニューヨーク、ニューヨーク：アカデミックプレス。
- Cuddy, A. J. C.; Fiske, S. T.; Glick, P. (2007). “The BIAS Map: Behaviors from intergroup affect and stereotypes”. Journal of Personality and Social Psychology 92 (4):  631–648. doi:10.1037/0022-3514.92.4.631. PMID 17469949.
  - Fiske, S. T.; Cuddy, A. J. C.; Glick, P. (2007). “Universal dimensions of social cognition: Warmth, then competence”. Trends in Cognitive Sciences 11 (2):  77–83. doi:10.1016/j.tics.2006.11.005. PMID 17188552.
  - Fiske, S. T.; Cuddy, A. J. C.; Glick, P.; Xu, J. (2002). “A model of (often mixed) stereotype content: Competence and warmth respectively follow from status and competition”. Journal of Personality and Social Psychology 82 (6):  878–902. doi:10.1037/0022-3514.82.6.878. PMID 12051578.

TEDトーク
- - エイミー・カディ - TEDカンファレンス（英語）
    - TEDトーク：エイミー・カディ：「あなたのボディランゲージはあなたが誰であるかを形作る」（TEDグローバル、2012年6月）。
      - PopTech年次会議、「今日の話」2011年10月21日[32]

## 賞と栄誉
- 世界経済フォーラムヤンググローバルリーダー、2014年[33]
- タイム誌「ゲームチェンジャー」、2012[34]
- ライジングスター賞、心理学協会（APS）、2011[35]
- HBRリスト：2009年の画期的なアイデア、ハーバードビジネスレビュー[36]
- ミシェルアレクサンダーアーリーキャリアアワード、社会問題の心理学研究協会、2008年[11]
- BBC 100 Women 、2017：ガラス天井チーム[37]